# Dalcera canescens
Dalcera canescens is een vlinder uit de familie van de Dalceridae. De wetenschappelijke naam van de soort is voor het eerst geldig gepubliceerd in 1926 door Tams.